# Acanthodactylus longipes
Acanthodactylus longipes ist eine Art der Gattung Fransenfingereidechsen und wird der Acanthodactylus scutellatus-Artengruppe zugeordnet. Sie ist in Flugsandbereichen der Sahara verbreitet.

## Merkmale
Wie bei vielen Fransenfingereidechsen ist die Gesamterscheinung rötlich-gelbbraun gefärbt mit hellen Flecken und von grazil länglichem Körperbau mit auffallend langen Fingern mit fransenartig auslaufenden Schuppen („Fransenschuppen“), welche für die Gattung namensgebend sind. Die Unterscheidung von Dumérils Fransenfingereidechse gelingt anhand der Färbung, denn letztere trägt kontrastierend dunkle Flecken. Die Differenzierung von Acanthodactylus scutellatus ist selbst für Herpetologen eine Herausforderung. Für eine Beurteilung ist daher auch eine gute Einschätzung des Biotopes am Fundort erforderlich.
Wie bei vier weiteren Acanthodactylus-Arten (A. scutellatus, A. beershebensis, A. boskianus und A. schreiberi) ändert sich die Färbung des Schwanzendes altersabhängig, jedoch nur geringfügig, von gelb beim Jungtier nach strohfarbig im Adultstadium. Dies ermöglicht bei Jungtieren eine gute Unterscheidung von Acanthodactylus scutellatus, die eine blaue Schwanzspitze aufweisen.

## Habitat und Verbreitungsgebiet
Das Habitat von Acanthodactylus longipes besteht aus trockenen Wüstenbereichen. Acanthodactylus longipes bevorzugt die Flugsandgebiete, besonders in den Sanddünen, was zur Unterscheidung herangezogen werden kann.
Vorkommen bestehen in Süd-Marokko, Algerien (Sashara), Tunesien, Libyen, Mauretanien, West-Sahara, Nord-Mali, Nord-Niger, Nord-Tschad und Nord-Ägypten.
In Tunesien kommen neben der Art noch vier weitere der gleichen Gattung vor (A. boskianus, A. pardalis, A. savignyi und A. inornatus). Auch in Marokko sind mehrere Arten der Gattung beschrieben. Im Erg Chebbi und dem M’hamid El Ghizlane tritt sie gemeinsam mit Dumérils Fransenfingereidechse auf. Im Tafilalet kommen gemeinsam auch A. boskianus und A. scutellatus vor. Diese nahestehenden Arten teilen jedoch nicht die gleiche Habitatpräferenz.
Die Terra typica ist die Provinz Ouargla in Algerien.

## Fortpflanzung
Acanthodactylus longipes ist eierlegend und bringt eine Generation pro Jahr hervor (univoltin, einbrütig).

## Bedrohung
Ob Prädatoren wie Skinke eine Rolle spielen, ist ungeklärt; jedenfalls wurden Teile von Acanthodactylus longipes im Magen eines Apothekerskinks gefunden.
Anthropogene Veränderungen des Biotops durch Beweidung können die spärliche Vegetation so weit verringern, dass zu wenig Deckungsmöglichkeiten bleiben und Acanthodactylus longipes infolgedessen dort ausbleibt.